# Cabinet Adenauer I
 (janvier 2023).
Si vous disposez d'ouvrages ou d'articles de référence ou si vous connaissez des sites web de qualité traitant du thème abordé ici, merci de compléter l'article en donnant les références utiles à sa vérifiabilité et en les liant à la section « Notes et références ».
RFA
von Krosigk Adenauer II
Le cabinet Adenauer I (en allemand : Kabinett Adenauer I) est le gouvernement fédéral de la République fédérale d'Allemagne entre le 20 septembre 1949 et le 20 octobre 1953, durant la première législature du Bundestag.

## Historique du mandat
Dirigé par le nouveau chancelier fédéral chrétien-démocrate Konrad Adenauer, précédemment président du Conseil parlementaire, ce gouvernement est constitué et soutenu par une coalition de centre droit entre l'Union chrétienne-démocrate d'Allemagne (CDU), l'Union chrétienne-sociale en Bavière (CSU), le Parti libéral-démocrate (FDP) et le Parti allemand (DP). Ensemble, ils disposent de 208 députés sur 402, soit 51,7 % des sièges du Bundestag.
Il est formé à la suite des élections législatives fédérales du 14 août 1949 et constitue le premier gouvernement de l'Allemagne de l'Ouest. Il succède donc, en tant que gouvernement, au cabinet de Lutz Schwerin von Krosigk, dernier chancelier du Troisième Reich, dont le mandat a pris fin le 23 mai 1945 ; et en tant qu'autorité politique, au Conseil de contrôle allié, institué par les quatre puissances occupantes après la fin de la Seconde Guerre mondiale.

### Formation
À l'occasion du scrutin parlementaire, la nouvelle CDU/CSU, qui prend la suite du Parti du centre allemand (DZP, Zentrum) et du Parti populaire bavarois (BVP), rassemble 31 % des voix, à peine deux points devant le Parti social-démocrate d'Allemagne (SPD). Le FDP, avec 11,9 %, obtient une solide troisième place, tandis que sept autres formations entrent au Bundestag. Le 12 septembre se tient l'élection présidentielle. Les chrétiens-démocrates décident de ne présenter aucun candidat et appuient le libéral-démocrate Theodor Heuss. Celui-ci l'emporte au second tour, avec 51,7 % des voix à l'Assemblée fédérale.
En conséquence de cette alliance, à laquelle s'ajoute le DP, le nouveau président fédéral désigne Adenauer comme candidat au poste de chancelier fédéral. Ce dernier se présente à l'investiture du Bundestag le 15 septembre, et l'emporte par 202 voix sur 402, soit l'exacte majorité constitutionnelle requise. Le cabinet est annoncé le 20 septembre, dans lequel Franz Blücher, président du FDP, exerce les fonctions de vice-chancelier et Ludwig Erhard, « père de l'économie sociale de marché », les fonctions de ministre fédéral de l'Économie.
Le 15 mars 1951, l'office des Affaires étrangères est rouvert, sous l'autorité provisoire du chancelier Adenauer.

### Succession
Les élections législatives fédérales du 6 septembre 1953 confirment clairement la coalition au pouvoir. Élargie au Bloc pan-allemand/Fédérations des réfugiés et des expulsés (GB/BHE), elle constitue le cabinet Adenauer II.

## Composition
| Poste | Titulaire | Titulaire                                                                         | Parti |
| --- | --------- | --------------------------------------------------------------------------------- | ----- |
| Chancelier fédéral |           | Konrad Adenauer                                                                   | CDU   |
| Vice-chancelier Ministre fédéral des Affaires du plan Marshall                                                                      |           | Franz Blücher                                                                     | FDP   |
| Ministre fédéral des Affaires étrangères                                                                                            |           | Konrad Adenauer (à partir du 15/03/1951)                                          | CDU   |
| Ministre fédéral de l'Intérieur |           | Gustav Heinemann (jusqu'au 11/10/1950) Robert Lehr                                | CDU   |
| Ministre fédéral de la Justice |           | Thomas Dehler                                                                     | FDP   |
| Ministre fédéral des Finances |           | Fritz Schäffer                                                                    | CSU   |
| Ministre fédéral de l'Économie |           | Ludwig Erhard                                                                     | Sans  |
| Ministre fédéral de l'Alimentation, de l'Agriculture et des Forêts                                                                  |           | Wilhelm Niklas                                                                    | CSU   |
| Ministre fédéral du Travail |           | Anton Storch                                                                      | CDU   |
| Ministre fédéral des Transports |           | Hans-Christoph Seebohm                                                            | DP    |
| Ministre fédéral des Affaires des télécommunications Ministre fédéral des Postes et des Télécommunications (à partir du 01/04/1950) |           | Hans Schuberth                                                                    | CSU   |
| Ministre fédéral du Logement |           | Eberhard Wildermuth (jusqu'au 09/03/1952) Fritz Neumayer (à partir du 15/07/1952) | FDP   |
| Ministre fédéral des Affaires des expulsés                                                                                          |           | Hans Lukaschek                                                                    | CDU   |
| Ministre fédéral des Questions pan-allemandes                                                                                       |           | Jakob Kaiser                                                                      | CDU   |
| Ministre fédéral des Affaires du Bundesrat                                                                                          |           | Heinrich Hellwege                                                                 | DP    |